# Langenstraße 57 (Stralsund)
Das Haus Langenstraße 57 in Stralsund ist ein denkmalgeschütztes Bauwerk in der Langenstraße, Ecke Jacobiturmstraße.

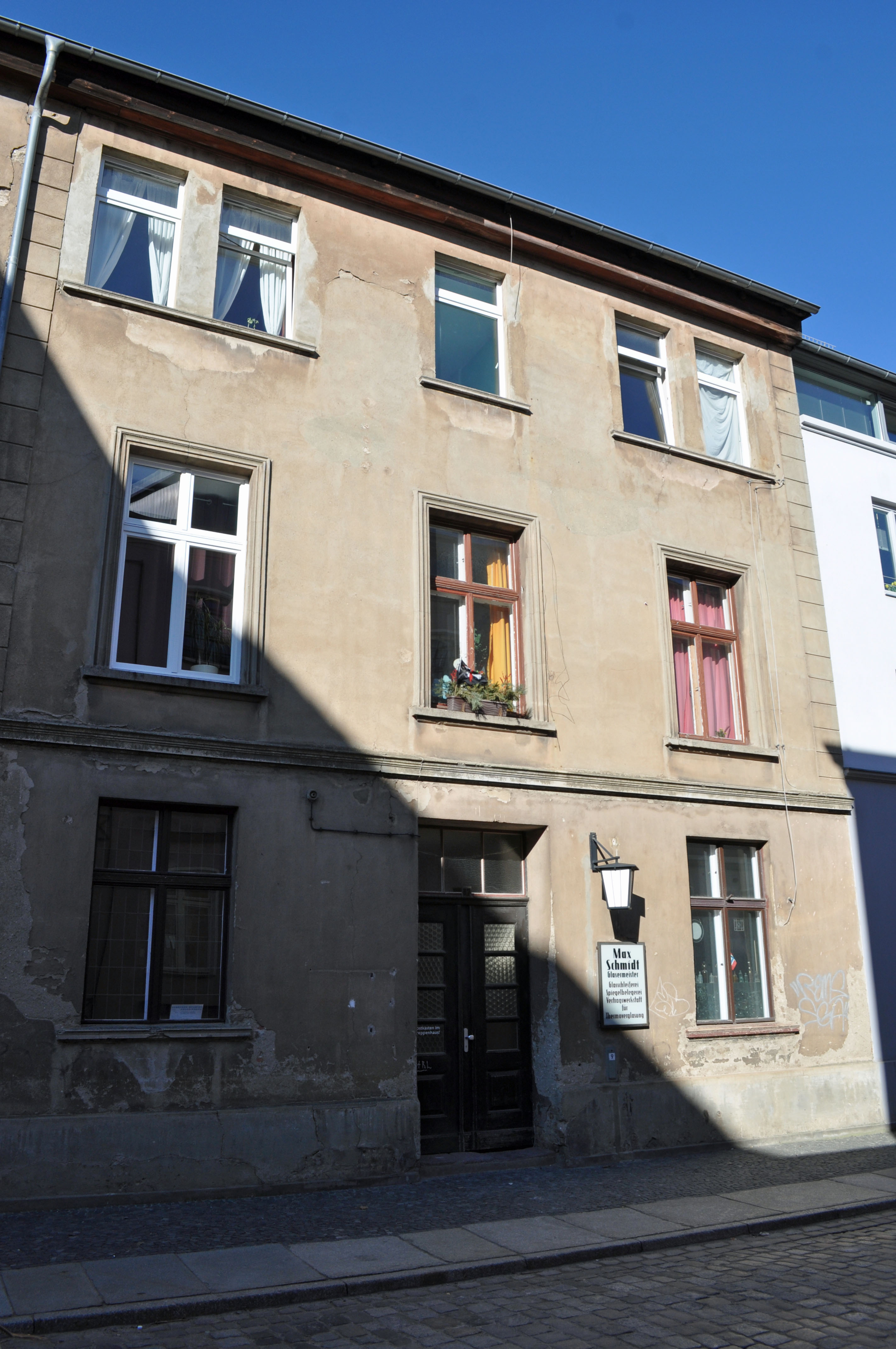
Haus Langenstraße 57 in Stralsund (2012)

Es wurde in seiner heutigen Form im 18. Jahrhundert gebaut und enthält einen mittelalterlichen Kern; an der Rückseite sind davon gotisches Mauerwerk und Reste eines Blendgiebels zu sehen. Das Haus besteht aus zwei Gebäudeteilen.
Das Haus im Kerngebiet des von der UNESCO als Weltkulturerbe anerkannten Stadtgebietes des Kulturgutes „Historische Altstädte Stralsund und Wismar“ ist in die Liste der Baudenkmale in Stralsund eingetragen.